# Casa Fèlix Via
La Casa Fèlix Via és un edifici a la vila de Vilafranca del Penedès inclòs en l'Inventari del Patrimoni Arquitectònic de Catalunya. El carrer és d'origen gòtic, i segurament també romà, ja que es diu que era el lloc per on passava l'antiga Via Augusta. Dos portals (del primer pis d'una casa entre mitgeres) amb guardapols amb llinda motllurada acabada amb mènsules horitzontals que inclouen en el seu interior un arc conopial lobulat, i entre ells entrellaços d'una estilització gairebé flamígera.